# Cherry Red Records Stadium

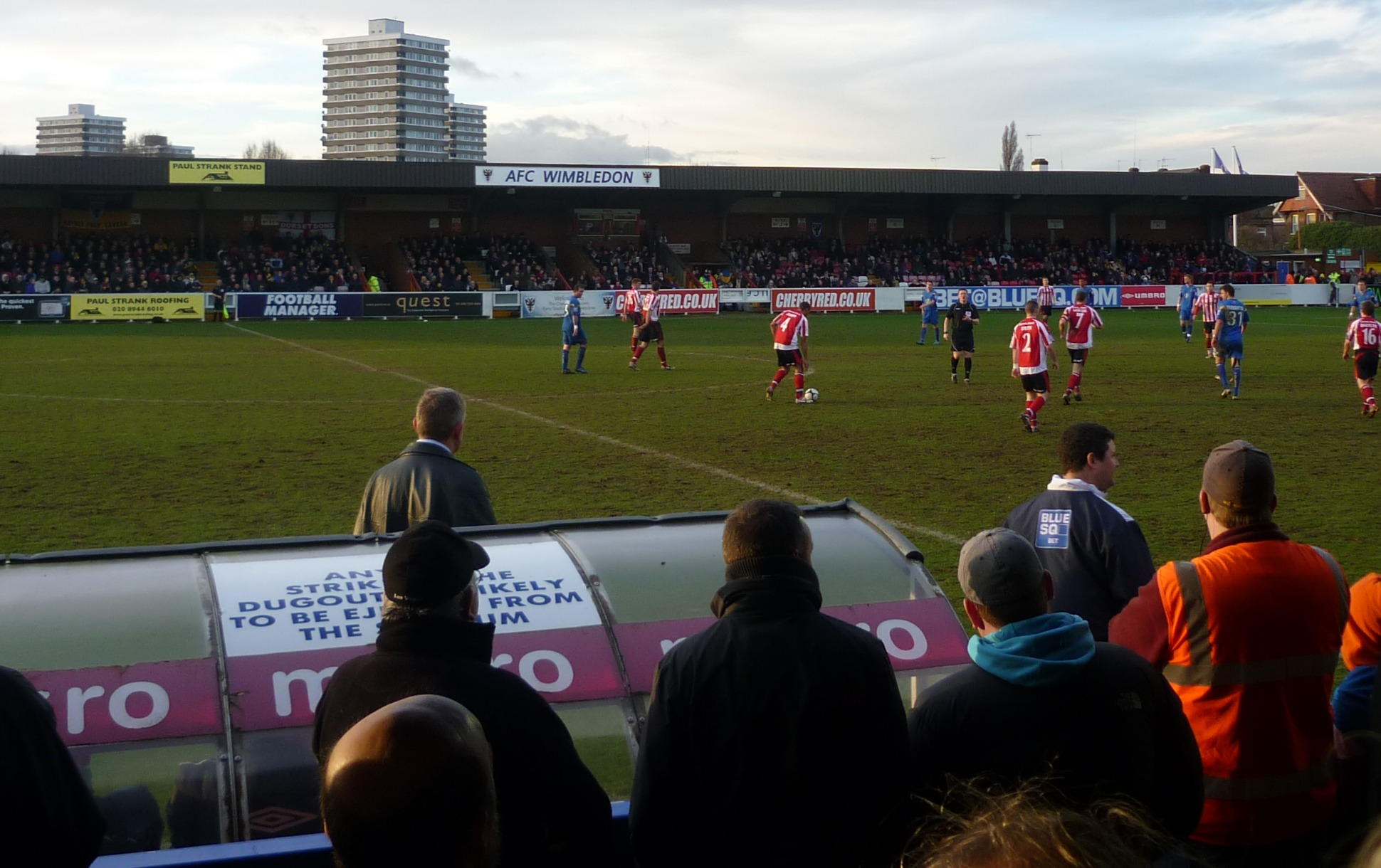
Arenan 2011.

Cherry Red Records Stadium, även kallad Kingsmeadow, är en fotbollsarena i sydvästra London i England. Arenan är hemmaarena för Chelseas damklubb och U23-lag. 
Arenan tar 4 850 åskådare, varav 2 265 är sittplatser. Arenan byggdes 1989 och till en början spelade bara Kingstonian där. 2002–2020 spelade även Wimbledon där, och sedan 2017, samma år som Kingstonian lämnade arenan, spelar Chelseas damklubb på arenan.
Arenan kallas i folkmun The Fans' Stadium.